# Black Wolves
Black Wolves (eller BW) er FC Midtjyllands officielle fanklub med et medlemstal på godt 1.338 medlemmer. Foreningen har til formål at støtte fodboldklubben FC Midtjylland ved at skabe en festlig og god stemning ved holdets hjemme- og udebanekampe, arrangere busture til klubbens udebanekampe, endvidere at skabe et miljø der understøtter et godt socialt samvær for dets medlemmer og med FC Midtjylland som omdrejningspunktet.
Black Wolves er medlem af Danske Fodbold Fanklubber.

## Historie
Fanklubben så dagens lys for første gang i august 1999, da der blev indkaldt til ekstraordinær generalforsamling i Ikast FSs fanklub Yellow Flames. Yellow Flames eksisterede på det tidspunkt som den eneste reelle fanklub blandt moderklubberne for FC Midtjylland. På generalforsamlingen blev det bestemt, at denne forening skulle tage navneforandring til Black Wolves, efter farven på FC Midtjyllands spilledragt og klubbens kælenavn. I foreningens første år steg medlemstallet til 500-600 godt hjulpet på vej af FC Midtjyllands gode resultater på banen i 1. division. I den efterfølgende sæson steg medlemstallet til 1.200, men har siden svinget noget.
Fanklubben har siden marts 2007 udgivet et nyt medlemsblad under navnet Pitch (inspireret af det engelsk navn for grønsværen, der spilles på), som medlemmerne som udgangspunkt modtager to gange om året. Det 60 siders store blad har et oplag på 5.000 eksemplarer, er i farver og har artikler om fodboldspillere, fans, Wolf Pack (FC Midtjyllands cheerleaders) og andre ting der rør sig omkring FC Midtjylland. Fanklubbens tidligere medlemsblad, kaldet Ulvehylet, udkom for første gang i september 1999 (som et 12 siders sort/hvid blad) og for sidste gang i november måned 2006, hvorefter det nuværende fanklubblad blev introduceret. Ulvehylet omhandlede udelukkende emner omkring FC Midtjylland, mens Pitch nu også strækker sig til emner, der ikke direkte relaterer sig til fodboldklubben.
Få uger efter FC Midtjyllands nye hjemmebane, SAS Arena i Herning åbnede i marts 2004, fik fanklubben deres egen fanlounge i april 2004. Et berømt medlem af Black Wolves er Baunes fra Dr2's serie Rockerne.

## Hjemmesider
Fanklubben tog officielt deres egen hjemmeside, www.black-wolves.com, i brug den 1. januar 2003 efter tidligere at have haft deres egen undersektion på FC Midtjyllands officielle hjemmeside. Ulvegraven er Black Wolves internetbaserede debatforum, som blev taget i brug sommeren 2001. Man skal have registreret en brugerprofil for at kunne oprette og redigere i sine indlæg, dog kan læsning foretages af alle besøgende. Pr. 25. april 2007 er der godt 1.650 registrerede brugere og mere end 45.800 indlæg.

## Lokalafdelinger
Black Wolves East (BW East) er en lokal afdeling under Black Wolves, som dækker FC Midtjyllands fans på Sjælland. Black Wolves East har et samarbejde med FCM Support Fredericia (stiftet officielt i 2006), som er en forening for FCM fans i Fredericia og omegn, som er dog ikke organiseret under Black Wolves som en lokal afdeling, men har et samarbejde med BW East.